# Weltmeisterschaften im Gewichtheben 1908
Die 11. Weltmeisterschaften im Gewichtheben fanden vom 8. bis zum 9. Dezember 1908 in der cisleithanischen Hauptstadt Wien statt. An den von der International Weightlifting Federation (IWF) im Sechskampf ausgetragenen Wettkämpfen nahmen 23 Gewichtheber aus zwei Nationen teil.

## Medaillengewinner
| Disziplin          | Gold         | Silber           | Bronze            |
| ------------------ | ------------ | ---------------- | ----------------- |
| Mittelgewicht      | Johann Eibel | Anton Nejedlik   | Johann Staudinger |
| Superschwergewicht | Josef Grafl  | Berthold Tandler | Edmund Danzer     |

## Medaillenspiegel
Die Platzierungen im Medaillenspiegel sind nach der Anzahl der gewonnenen Goldmedaillen sortiert, gefolgt von der Anzahl der Silber- und Bronzemedaillen (lexikographische Ordnung). Weisen zwei oder mehr Nationen eine identische Medaillenbilanz auf, werden sie alphabetisch geordnet auf dem gleichen Rang geführt.
| Rang | Nation        | Gold | Silber | Bronze | Gesamt |
| ---- | ------------- | ---- | ------ | ------ | ------ |
| 1.   | Cisleithanien | 2    | 2      | 2      | 6      |